# Guia (Albufeira)
Guia es una freguesia portuguesa del municipio de Albufeira, tiene 18,45 km² de área y 3630 habitantes (2001). Densidad: 196,7 hab/km².

## Patrimonio
- Ermita de Nuestra Señora de Guia.